# Nael Kane
Nael Mamadou Lamine Kane (* 12. April 2006 in Ottawa) ist ein kanadischer Fußballspieler.

## Karriere
Kane begann seine Karriere beim CF Montreal. Im Januar 2025 wechselte er zu den Amateuren des österreichischen Bundesligisten LASK, bei dem er einen bis 2027 laufenden Vertrag erhielt. Im Februar 2025 spielte er erstmals in der Regionalliga und konnte beim 7:0-Sieg gegen den DSV Leoben direkt erstmals treffen.
Im Mai 2025 stand Kane gegen den TSV Hartberg erstmals im Profikader der Linzer, kam aber nicht zum Einsatz. Sein Debüt in der Bundesliga gab er dann im selben Monat, als er am 32. Spieltag der Saison 2024/25 gegen den SCR Altach in der Startelf stand.